# Indotestudo
Genre
Indotestudo est un genre de tortues de la famille des Testudinidae.

## Répartition
Les trois espèces de ce genre se rencontrent en Asie du Sud et en Asie du Sud-Est.

## Liste des espèces
Selon TFTSG (26 juin 2011) :
- Indotestudo elongata (Blyth, 1853)
- Indotestudo forstenii (Schlegel & Müller, 1845)
- Indotestudo travancorica (Boulenger, 1907)

## Publication originale
- Lindholm, 1929 : Revidiertes Verzeichnis der Gattungen der rezenten Schildkröten nebst Notizen zur Nomenklatur einiger Arten. Zoologischer Anzeiger, vol. 81, p. 275–295.